# Bojanala Platinum
Bojanala Platinum est l'un des quatre districts de la province du Nord-Ouest de l'Afrique du Sud. 
Le siège de Bojanala Platinum est Rustenburg.   

## Population
La majorité de ses 1 507 505 personnes parlent le setswana (recensement de 2011).  